# Lista monumentelor istorice din România

Simbol utilizat în România pentru monumentele istorice

Lista monumentelor istorice din România cuprinde toate monumentele istorice înscrise în Patrimoniul cultural național al României. Lista este menținută și actualizată periodic de către Ministerul Culturii, Cultelor și Patrimoniului Național din România, ultima republicare datând din 2015. Monumentele istorice sunt identificate printr-un așa-numit cod LMI, de forma AB-I-m-A-00001. Acesta este unic la nivelul țării și identifică județul, tipul de monument și importanța monumentului.
Lista monumentelor istorice din 2015 conține 30.154 de intrări (monumente, ansambluri și situri), însă listele pe județe prezente pe Wikipedia conțin și monumentele clasate și declasate după ultima actualizare a listei oficiale.

## Lista monumentelor după județ
Puteți căuta în lista de monumente folosind formularul de mai jos, sau puteți naviga prin paginile cu monumente aferente fiecărui județ.
| Listă                                                                           | Județ           | Număr de monumente |
| ------------------------------------------------------------------------------- | --------------- | ------------------ |
| Lista monumentelor istorice din București (sector 1, 2, 3, 4, 5, 6, necunoscut) | București       | 2.676              |
| Lista monumentelor istorice din județul Alba                                    | Alba            | 686                |
| Lista monumentelor istorice din județul Arad                                    | Arad            | 419                |
| Lista monumentelor istorice din județul Argeș                                   | Argeș           | 1.022              |
| Lista monumentelor istorice din județul Bacău                                   | Bacău           | 366                |
| Lista monumentelor istorice din județul Bihor                                   | Bihor           | 456                |
| Lista monumentelor istorice din județul Bistrița-Năsăud                         | Bistrița-Năsăud | 770                |
| Lista monumentelor istorice din județul Botoșani                                | Botoșani        | 510                |
| Lista monumentelor istorice din județul Brașov                                  | Brașov          | 986                |
| Lista monumentelor istorice din județul Brăila                                  | Brăila          | 180                |
| Lista monumentelor istorice din județul Buzău                                   | Buzău           | 869                |
| Lista monumentelor istorice din județul Caraș-Severin                           | Caraș-Severin   | 832                |
| Lista monumentelor istorice din județul Cluj                                    | Cluj            | 1.791              |
| Lista monumentelor istorice din județul Constanța                               | Constanța       | 694                |
| Lista monumentelor istorice din județul Covasna                                 | Covasna         | 594                |
| Lista monumentelor istorice din județul Călărași                                | Călărași        | 282                |
| Lista monumentelor istorice din județul Dolj                                    | Dolj            | 700                |
| Lista monumentelor istorice din județul Dâmbovița                               | Dâmbovița       | 1.235              |
| Lista monumentelor istorice din județul Galați                                  | Galați          | 263                |
| Lista monumentelor istorice din județul Giurgiu                                 | Giurgiu         | 539                |
| Lista monumentelor istorice din județul Gorj                                    | Gorj            | 502                |
| Lista monumentelor istorice din județul Harghita                                | Harghita        | 743                |
| Lista monumentelor istorice din județul Hunedoara                               | Hunedoara       | 526                |
| Lista monumentelor istorice din județul Ialomița                                | Ialomița        | 227                |
| Lista monumentelor istorice din județul Iași                                    | Iași            | 1.634              |
| Lista monumentelor istorice din județul Ilfov                                   | Ilfov           | 729                |
| Lista monumentelor istorice din județul Maramureș                               | Maramureș       | 610                |
| Lista monumentelor istorice din județul Mehedinți                               | Mehedinți       | 569                |
| Lista monumentelor istorice din județul Mureș                                   | Mureș           | 1.018              |
| Lista monumentelor istorice din județul Neamț                                   | Neamț           | 540                |
| Lista monumentelor istorice din județul Olt                                     | Olt             | 758                |
| Lista monumentelor istorice din județul Prahova                                 | Prahova         | 1.075              |
| Lista monumentelor istorice din județul Satu Mare                               | Satu Mare       | 311                |
| Lista monumentelor istorice din județul Sibiu                                   | Sibiu           | 1.058              |
| Lista monumentelor istorice din județul Suceava                                 | Suceava         | 519                |
| Lista monumentelor istorice din județul Sălaj                                   | Sălaj           | 546                |
| Lista monumentelor istorice din județul Teleorman                               | Teleorman       | 393                |
| Lista monumentelor istorice din județul Timiș                                   | Timiș           | 340                |
| Lista monumentelor istorice din județul Tulcea                                  | Tulcea          | 574                |
| Lista monumentelor istorice din județul Vaslui                                  | Vaslui          | 438                |
| Lista monumentelor istorice din județul Vrancea                                 | Vrancea         | 427                |
| Lista monumentelor istorice din județul Vâlcea                                  | Vâlcea          | 793                |